# Partida de les Forques Velles
Les Forques Velles és una partida de terra del terme de Reus a ponent del Barranc de l'Escorial, entre el passeig de Misericòrdia i la carretera de Riudoms. El nom s'aplica a les terres a banda i banda del Camí Vell de Riudoms fins a tocar el terme de Riudoms, dins el qual penetra.
Fins al segle xvi, s'havia conegut com Les Forques, ja que per aquella zona, passeig de Misericòrdia avall, hi havia hagut el patíbul que el nom recorda. Després les forques es van traslladar a l'ermita del Roser, on el cadafal va estar en funcionament fins a finals del segle xix. L'últim executat va ser Domingo Amorós el 1898.
En el seu territori hi ha el Mas de l'Escut, el Mas del Vilanova, el Mas del Font i l'Ermita de Misericòrdia.